# Franz Paul Scholz
Franz Paul Scholz (* 8. August 1772 in Röhrsdorf; † 17. Januar 1837 in Breslau) war ein deutscher katholischer Geistlicher, Naturwissenschaftler und Forschungsreisender.

## Leben
Franz Paul Scholz besuchte von 1786 bis 1791 das katholische Gymnasium in Glogau und studierte bis 1794 an der ehemaligen Leopoldina in Breslau. Nach seiner Promotion zum Doktor der Philosophie studierte er bis 1797 Theologie und war anschließend Mitglied und Priester des Prämonstratenserklosters St. Vinzenz, bis dieses 1810 aufgehoben wurde. Nach seiner Pensionierung als Professor war er als Privatlehrer und Schriftsteller tätig.
Er hatte ein großes Interesse an der Naturkunde und Mechanik und hat sich in dieser Hinsicht auf der Universität Breslau bei Professor für Anatomie, Physik und Mathematik Anton Longinus Jungnitz (1764–1831), Professor der reinen und angewandten Mathematik Karl Thaul (17156–1802) und Professor für experimentelle Physik Franz Heyde (1757–1820) weiter gebildet. Er lernte, meteorologische Instrumente (Thermometer und Barometer) anzufertigen, die auch aus dem Ausland viel gekauft wurden. Mit seinem Heberbarometer hat er an vielen Orten Schlesiens die Höhe über der Meeresoberfläche ausgemessen, welche auch Johann Adam Valentin Weigel (1742–1806) in seiner Beschreibung von Schlesien nutzte.
Franz Paul Scholz war verheiratet.

## Mitgliedschaften
Er war Mitglied der Schlesischen Gesellschaft für vaterländische Kultur.

## Werke (Auswahl)
- Gemeinnütziger Unterricht über die Gifte für Kinder und Unwissende. Breslau Barth & Hamberger Breslau 1801.
- Gespräche über die Naturlehre für Kinder in Schulen. Breslau: A. Schall, 1801.
- Briefe eines Katholischen Klostergeistlichen über Aberglauben Ein Beitrag zur Bildung der Schulmänner. Breslau Barth & Hamberger 1802.
- Das Nützlichste aus Naturgeschichte: mit 1 kurzen Anweisung, wie u. wozu d. wichtigsten Naturprodukte benutzt werden können: ein Buch für d. Schuljugend. Breslau: Barth, 1806.
- Friedrich Gottlob Endler; Franz Paul Scholz: Der Naturfreund oder Beiträge zur Schlesischen Naturgeschichte. Breslau: W.A. Holäufer u. bei Grass, Barth, 1813.
- Johann Bechmann; Franz Paul Scholz: Anfangsgründe der Naturgeschichte. Breslau, 1814.
- Nützliche und zweckmäßige Materialien zum Diktiren, oder Uebungen im Briefschreiben für Kinder: Zum Gebrauch für Stadt- und Landschulen. Breslau : Holäufer, 1816.
- Kurzer Entwurf einer Naturgeschichte für das weibliche Geschlecht: besonders in diätetischer und ökonomischer Hinsicht bearbeitet zum Gebrauch in Mädchenschulen. Breslau: Holäufer, 1819.
- Werke der Allmacht oder Wunder der Natur. Breslau Graß & Barth 1827.